# Koror (estado)
Koror é um dos 16 estados que compreende Palau, sendo o principal centro comercial da República de Palau. É constituída por várias ilhas, sendo a mais proeminente a Ilha Koror (também Ilha Oreor).
No estado que é o mais populoso do país, encontra-se a cidade de Koror ou Koror City, a cidade mais populosa e até 2006 a capital do Estado.

## Economia
A maior atividade econômica de Palau é o turismo. Centros de mergulhos e a estrutura de hotéis, resorts. pousadas e restaurantes encontra-se em Koror City, atendendo visitantes de diferentes partes do mundo. A preservação da vida marinha e conjunto de corais é de suma importância para a continuação e do turismo no país.